# Mathias Olsson (skådespelare)
Gunnar Mathias Olsson, född 12 maj 1975 i Västertälje i Södertälje kommun, död 2 november 2016 i Stockholm, var en svensk skådespelare.
Olsson började sin skådespelarutbildning vid Botvidsgymnasiets teaterlinje, för att följa upp den vid Calle Flygare Teaterskola. 
Mathias Olsson hade från 2011 fram till sin död fast anställning på Uppsala Stadsteater. Där medverkade han i pjäser som Mefisto, Morbror Vanja, Tjock-Steffe och En hunds hjärta samt, vid sin bortgång, i Den goda människan i Sezuan.
Vid sidan av sitt engagemang på Uppsala Stadsteater spelade han på Moment:Teater i Enskede i södra Stockholm, där han blev särskilt hyllad för sin insats i I väntan på Godot 2015.
Han tilldelades Fred Gunnarssons stipendium 2015.

## Teater

### Roller (ej komplett)
| År   | Roll                          | Produktion                                                                 | Regi                                    | Teater                             |
| ---- | ----------------------------- | -------------------------------------------------------------------------- | --------------------------------------- | ---------------------------------- |
| 2002 |                               | Woyzeck på svenska Georg Büchner                                           | Andreas Boonstra                        | Moment:Teater                      |
| 2002 | Lucius                        | Titus Andronicus William Shakespeare                                       | Andreas Boonstra                        | Moment:Teater                      |
| 2003 | Viktor Frankenstein           | Frankenstein Mary Shelley                                                  | Andreas Boonstra                        | Moment:Teater                      |
| 2003 | Lobkowitz Himmlischt          | Mein Kampf George Tabori                                                   | Andreas Boonstra                        | Moment:Teater                      |
| 2003 | Hermann Lager, orkesterledare | Orkestern Joakim Stenshäll                                                 | Andreas Boonstra                        | Moment:Teater                      |
| 2004 | Pandan Bambam                 | Pudding för en panda Marianne Linder                                       | Björn Elisson                           | Björn Elisson Kompani              |
| 2004 |                               | En sorts Odysseen Andreas Boonstra                                         | Mathias Olsson Andreas Boonstra         | Moment:Teater                      |
| 2005 | Jan Jösta                     | Muffa Elis E Eriksson                                                      | Andreas Boonstra                        | Moment:Teater                      |
| 2005 |                               | Mariamne Pär Lagerkvist                                                    | Andreas Boonstra                        | Moment:Teater                      |
| 2006 |                               | Den tejpade mannen Pontus Stenshäll                                        | Pontus Stenshäll                        | Moment:Teater                      |
| 2006 |                               | Älsklingsrätten Clara Diesen och Christian Diesen                          | Andreas Boonstra                        | Moment:Teater                      |
| 2007 |                               | Befriad Sarah Kane                                                         | Pontus Stenshäll                        | Moment:Teater                      |
| 2007 |                               | Faust Johann Wolfgang von Goethe                                           | Andreas Boonstra Pontus Stenshäll       | Moment:Teater                      |
| 2007 |                               | Dr. Jekyll och Mr. Hyde Robert Louis Stevenson                             | Andreas Boonstra                        | Moment:Teater                      |
| 2008 | Kreon                         | Antikrundan Andreas Boonstra                                               | Andreas Boonstra                        | Moment:Teater                      |
| 2008 | Birgitta Pelikan              | Birgitta Pelikan August Strindberg                                         | Pontus Stenshäll                        | Moment:Teater                      |
| 2008 |                               | Barabbas Pär Lagerkvist                                                    | Pontus Stenshäll                        | Moment:Teater                      |
| 2008 |                               | Den stora skrivboken Ágota Kristóf                                         | Andreas Boonstra                        | Moment:Teater                      |
| 2009 |                               | Skattkammarön Robert Louis Stevenson                                       | Andreas Boonstra                        | Moment:Teater                      |
| 2009 |                               | Backstage Ulf Lundell                                                      | Pontus Stenshäll                        | Moment:Teater                      |
| 2009 |                               | Macbeth William Shakespeare                                                | Pontus Stenshäll                        | Moment:Teater                      |
| 2009 | Daniel                        | Full speed ahead Marianne Lindberg De Geer                                 | Andreas Boonstra                        | Stockholms stadsteater             |
| 2010 | Stenhammarpappan              | Ön Andreas Boonstra och Stefan Sundström                                   | Andreas Boonstra                        | Stockholms stadsteater             |
| 2010 | The King                      | Stjärnsmäll Rikard Bergqvist                                               | Rikard Bergqvist                        | Stockholms stadsteater             |
| 2010 |                               | Ett drömspel August Strindberg                                             | Pontus Stenshäll                        | Moment:Teater                      |
|      | Mathias, Mathias pappa, m.fl. | Nu är du inte så kaxig Paula Stenström Öhman                               | Paula Stenström Öhman                   | Lumor På Unga Klara                |
| 2011 | Hippolytos                    | Fedras kärlek Sarah Kane                                                   | Pontus Stenshäll                        | Moment:Teater                      |
| 2011 |                               | Trevlig kultur Andreas Boonstra                                            | Andreas Boonstra                        | Moment:Teater                      |
| 2011 |                               | Mefisto Klaus Mann                                                         | Andriy Zholdak                          | Uppsala stadsteater                |
| 2011 | Dr Watson                     | Morden på Bäverns gränd John Fiske                                         | John Fiske                              | Uppsala stadsteater                |
| 2012 |                               | Den flygande handläggaren Gertrud Larsson                                  | Olle Törnqvist                          | Uppsala stadsteater                |
| 2012 | Konstantin                    | Fucking måsen Anton Tjechov                                                | Sunil Munshi                            | Uppsala stadsteater                |
| 2012 |                               | Fanny och Alexander Ingmar Bergman                                         | Linus Tunström                          | Uppsala stadsteater                |
| 2013 | Guildenstern                  | Hamlet William Shakespeare                                                 | Linus Tunström                          | Uppsala stadsteater                |
| 2013 | Jørgen Tesman                 | Hedda Gabler Henrik Ibsen                                                  | Farnaz Arbabi                           | Uppsala stadsteater                |
| 2013 | Nick                          | Vem är rädd för Virginia Woolf? Edward Albee                               | Sunil Munshi                            | Uppsala stadsteater                |
| 2014 |                               | Stjärnan och odjuret Dennis Magnusson                                      | Sara Cronberg                           | Uppsala stadsteater                |
| 2014 |                               | Två herrars tjänare Carlo Goldoni                                          | Dritëro Kasapi                          | Uppsala stadsteater                |
| 2014 |                               | Morbror Vanja Anton Tjechov                                                | Yana Ross                               | Uppsala stadsteater                |
| 2014 |                               | Robin Hoods hjärta David Farr                                              | Gisli Örn Gardarsson Selma Björnsdottir | Uppsala stadsteater                |
| 2015 |                               | Tjock-Steffe Martin Lindberg                                               | Martin Lindberg                         | Uppsala stadsteater                |
| 2015 | Vladimir                      | I väntan på Godot Samuel Beckett                                           | Pontus Stenshäll                        | Moment:Teater/ Uppsala stadsteater |
| 2015 |                               | En hunds hjärta Michail Bulgakov                                           | Yana Ross                               | Uppsala stadsteater                |
| 2015 |                               | Ordets makt Ola Larsmo, Martin Lindberg, Åsa Lindholm och Lucia Cajchanova | Linus Tunström                          | Uppsala stadsteater                |
| 2016 |                               | Kung Lear William Shakespeare                                              | Linus Tunström                          | Uppsala stadsteater                |
| 2016 | Wang                          | Den goda människan i Sezuan Bertolt Brecht                                 | Sunil Munshi                            | Uppsala stadsteater                |